# Skytanthus hancorniifolius
Skytanthus hancorniifolius är en oleanderväxtart som först beskrevs av A.Dc., och fick sitt nu gällande namn av John Miers. Skytanthus hancorniifolius ingår i släktet Skytanthus och familjen oleanderväxter. Inga underarter finns listade i Catalogue of Life.